# Високі-Дуже
Високі-Дуже (пол. Wysoki Duże) — село в Польщі, у гміні Боґорія Сташовського повіту Свентокшиського воєводства.
Населення — 179 осіб (2011).
У 1975-1998 роках село належало до Тарнобжезького воєводства.

## Демографія
Демографічна структура на день 31 березня 2011 року:
|          | Загалом | Допрацездатний вік | Працездатний вік | Постпрацездатний вік |
| -------- | ------- | ------------------ | ---------------- | -------------------- |
| Чоловіки | 89      | 19                 | 57               | 13                   |
| Жінки    | 90      | 16                 | 44               | 30                   |
| Разом    | 179     | 35                 | 101              | 43                   |